# Daroca
Daroca – gmina w Hiszpanii, w prowincji Saragossa, w Aragonii, o powierzchni 52,05 km². W 2011 roku gmina liczyła 2288 mieszkańców.